# Physalaemus evangelistai
Physalaemus evangelistai là một loài ếch trong họ Leptodactylidae. Chúng là loài đặc hữu của Brasil.
Các môi trường sống tự nhiên của chúng là vùng đất ẩm có cây bụi nhiệt đới hoặc cận nhiệt đới, đồng cỏ nhiệt đới hoặc cận nhiệt đới vùng ngập nước hoặc lụt theo mùa, đầm nước, và đầm nước ngọt có nước theo mùa. Loài này đang bị đe dọa do mất môi trường sống.